# Dmosice
Dmosice – wieś sołecka w Polsce położona w województwie świętokrzyskim, w powiecie sandomierskim, w gminie Koprzywnica. 
W administracji kościelnej rzymskokatolickiej wieś położona w archidiecezji lubelskiej, w diecezji sandomierskiej, w dekanacie koprzywnickim, w parafii pw. Narodzenia NMP.
W latach 1975–1998 miejscowość położona była w województwie tarnobrzeskim.
W 1998 r. Dmosice miały 258 mieszkańców i 77 gospodarstw o łącznej powierzchni 191,71 ha.

## Części wsi
| SIMC    | Nazwa      | Rodzaj    |
| ------- | ---------- | --------- |
| 0796520 | Nowa Wieś  | część wsi |
| 0796536 | Stara Wieś | część wsi |

Wśród obiektów fizjograficznych występują nazwy: Borowiny – pola, Góry – pola, Na Dole – łąki, Piachy – pola, Rzechta – pola, Wygon – pola.

## Historia
Wieś Dmosice w źródłach historycznych nosi nazwę: Dmossycze i Dmoszicze. Zapewne w XII wieku z nadania monarszego Dmosice dostały się we władanie rycerstwa sandomierskiego. Już w XIII wieku znalazły się w parafii Sulisławice. Od wsi Dmosice nazwisko wzięli Dmosiccy vel Dmościccy herbu Ostoja. W połowie XIV wieku właścicielką Dmosic była Machna (wdowa Strzeczkowska) wraz z synami Klemensem, Przecławem i Stanisławem. W latach 1352–1378 toczyli oni spory sądowe z kuzynami swoimi o wieś Jeżowe. Na przełomie XIV i XV wieku właścicielem Dmosic był szlachetny Stanisław Dmosicki. Po nim wieś odziedziczył Jan (jego brat Jakub odziedziczył część pobliskiej Postronny i Jachimowic), a po nim w 1466 r. Przecław, który w 1431 r. studiował na Uniwersytecie Krakowskim (później ożenił się z Katarzyną Tarnowską, wojewodzianką krakowską, a od 1472 r. pisał się starostą lubowelskim i podolińskim) .
W 1508 r. właścicielami Dmosic byli szlachetni bracia Mikołaj oraz Wojciech. Około 1560 r. z Dmosic wywodził się niejaki Dmoszycki herbu Sas. W 1578 r. właścicielem Dmosic był Bartłomiej Dmosicki seu Tudorowski, który wydzierżawił części wsi Jerzemu Faliszowskiemu. W 1654 r. dziedzicem Dmosic był Mikołaj, a później jego synowie Ludwik i Jan. W latach 1672, 1682 i 1687 szlachetny Kazimierz z Dmosic (Dmosicki) był deputatem do Trybunału Koronnego (w 1687 r. został kanonikiem płockim i sekretarzem królewskim, a w 1697 r. archidiakonem płockim. W 1742 wsią władała szlachetna Anna Dmościcka (z Dmosic), żona Antoniego Dobrzańskiego, podczaszego chełmińskiego.
W 1827 r. Dmosice miały 14 domów i 66 mieszkańców, była to wieś prywatna. W 1884 r. wieś miała 9 domów i 100 mieszkańców, a folwark 3 domy. W tym czasie wieś i folwark miały łącznie 339 mórg powierzchni (z czego sama wieś tylko 65 mórg), w tym: grunty orne i ogrody 245 mórg, łąki 35 mórg, pastwiska 18 mórg, zarośla 10 mórg, nieużytki i place 30 mórg; budynków murowanych było 4, a drewnianych 5. W tym czasie Dmosice słynęły w sandomierskiem z kopalni kamienia budowlanego (piaskowca szarego).
W 1929 r. folwark w Dmosicach miał 2 domy i 39 mieszkańców, w tym 2 Żydów; Kolonia Dmosice miała 17 domów i 119 mieszkańców, w tym 3 Żydów; właściwa wieś miała 10 domów i 74 mieszkańców. 